# Bobby Fowler
Bobby Fowler, właśc. Robert Gerald Fowler (ur. 5 grudnia 1931 w Krugersdorp – zm. 27 grudnia 2001 w Johannesburgu) – południowoafrykański kolarz torowy i szosowy, srebrny medalista olimpijski.

## Kariera
Największy sukces w karierze Bobby Fowler osiągnął w 1952 roku, kiedy wspólnie z Tommym Shardelowem, Jimmym Swiftem i George’em Estmanem zdobył srebrny medal w drużynowym wyścigu na dochodzenie podczas igrzysk olimpijskich w Helsinkach. Był to jedyny medal wywalczony przez Fowlera na międzynarodowej imprezie tej rangi. Na rozgrywanych cztery lata później igrzyskach olimpijskich w Melbourne razem z kolegami z reprezentacji zajął w tej samej konkurencji czwarte miejsce, przegrywając walkę o brąz z reprezentantami Francji. Zarówno na igrzyskach w 1952 jaki 1956 roku startował ponadto w drużynowych i indywidualnych wyścigach ze startu wspólnego, jednak ani razu nie ukończył rywalizacji. W 1954 roku wystartował na igrzyskach Imperium Brytyjskiego i Wspólnoty Brytyjskiej w Vancouver, gdzie zdobył brązowy medal w indywidualnym wyścigu na dochodzenie. Ostatni występ na dużej imprezie zanotował na igrzyskach olimpijskich w Rzymie w 1960 roku, gdzie reprezentacja ZPA z Fowlerem w składzie odpadła w eliminacjach drużynowego wyścigu na dochodzenie. Nigdy nie zdobył medalu na szosowych ani torowych mistrzostwach świata.